# Otmianowo
Otmianowo – wieś w Polsce położona w województwie kujawsko-pomorskim, w powiecie włocławskim, w gminie Boniewo.
| SIMC    | Nazwa             | Rodzaj    |
| ------- | ----------------- | --------- |
| 0858935 | Chojny            | część wsi |
| 0858941 | Huby Otmianowskie | część wsi |
| 1032485 | Nowe Chojny       | część wsi |

W latach 1975–1998 miejscowość administracyjnie należała do województwa włocławskiego. Według Narodowego Spisu Powszechnego (III 2011 r.) liczyła 353 mieszkańców. Jest trzecią co do wielkości miejscowością gminy Boniewo.